# Český granát

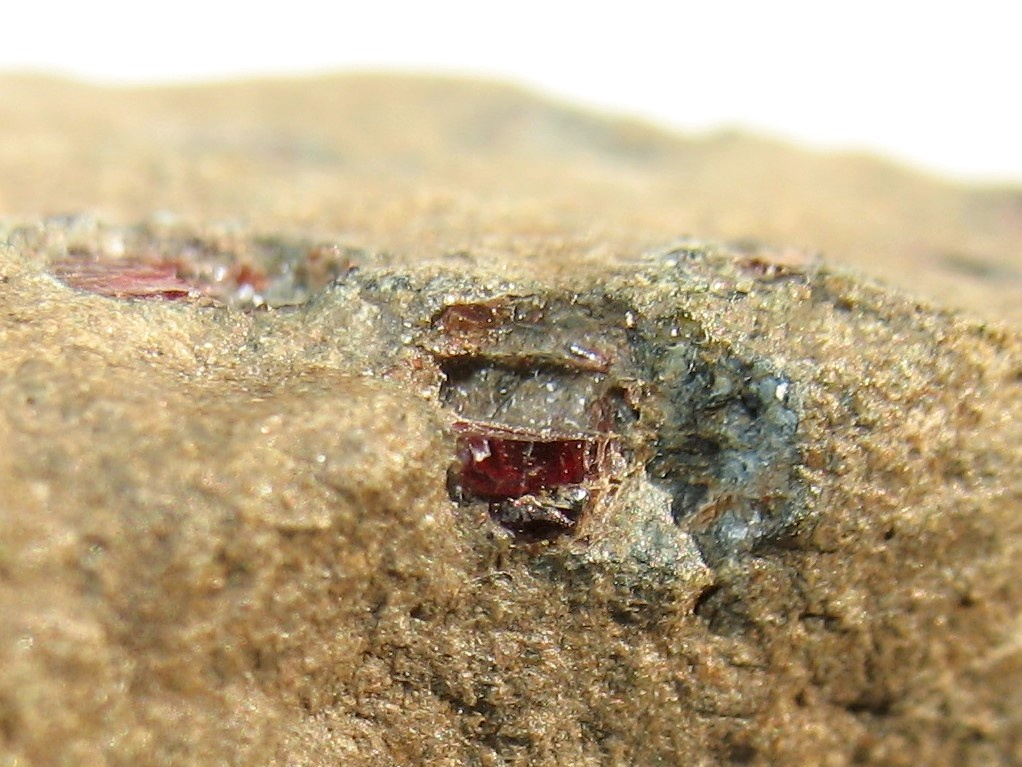
Pyrop

Český granát je pyrop, který se nachází na území Českého středohoří a v Podkrkonoší. Český granát je specifický pro své sytě rudé zbarvení (barva holubí krve). České granáty se nachází v podobě zrnek, nejčastěji o velikosti mezi 1 mm až 7 mm, větší zrna se nachází zřídka. Patří do skupiny granátů, vyskytuje se v podobě oválných zrn nebo vzácněji v podobě pravidelných dvanáctistěnů kosočtverečných. U nás se hojně vyskytuje na některých lokalitách serpentizovaných peridotů, v náplavech v západním okraji Třebenic při jihovýchodním okraji Českého středohoří, Granátovém vrchu u Měrunic, v čedičových vulkanických brekciích – vrch Linhorka u Starého.

## Historie
Pojem český granát použil poprvé osobní lékař Rudolfa II. v roce 1609, šperky s českým granátem byly nalezeny již ve druhé polovině 5. století v hrobu neznámého velmože v Cezavě u Bučiny. Císařovna Marie Terezie roku 1762 zakázala vývoz surových granátů z českých zemí, tím ochránila monopol jejich těžby a zpracování. Těžbu českého granátu u Měrunic vlastnili Lobkovicové od druhé poloviny 18. století do roku 1960. V roce 1960 převzaly ložisko Podsedice Rudné doly Příbram a od roku 1966 těží tuto oblast firma Granát Turnov. Šperky s českými granáty jsou vnímány jako symbol České republiky a jsou věnovány důležitým světovým osobnostem. Pravost je zaručena certifikátem a značkou G.

## Vznik
České granáty vznikají za velmi podobných podmínek jako jiné pyropy. Pyropy obecně vznikají za obrovských teplot a tlaku, proto se často nachází při těžbě diamantů, které potřebují ke vzniku taktéž vysoký tlak a teplotu, ovšem ještě vyšší. 

## Získávání

### Rýžování
Získávání českých granátu z náplav vodních toků je mnohem starší než dnes používaný způsob povrchovou těžbou. Vybírání a rýžování českých granátu z náplav je způsob znám již od pravěku a ve středověku byl spolu se sbíráním z polí, nejčastějším způsobem jak české granáty získat. Dnes je tento způsob již neefektivní a nerentabilní, proto se využívá povrchová těžba. Rýžování však stále praktikují amatérští těžaři.

### Povrchová těžba
Po předešlém průzkumu pro vhodnost těžby a schválení úřady, je místo těžby přeměřeno a zajištěno oplocením. Následně je sejmuta ornice, ta je pak svezena na hromadu, z které bude po ukončení těžby navrácena zpět, až nastane rekultivace těžebního prostoru.
Samotná těžební hloubka nepřesahuje 5m. Po odstranění ornice je zde vrstva granátonosného štěrku a písku. Ten je po vytěžení zběžně propláchnut a naložen na nákladní vozidla, která ho odvezou do štěrkovny. Zde je štěrk proplachován a drcen. Dojde k usazení těžkých minerálů, tj. zrna granátů ostatních minerálů. Ty jsou poté převezeny do turnovského závodu, kde jsou granáty ručně vytříděny ze štěrku.

### Rekultivace
Po skončení těžby, která trvá většinou 5 let, přichází na řadu rekultivace místa. Dospod je zpět navezen hrubý štěrk, na něj přijde vrstva jemného štěrku a poté písek. Nakonec je zpět navezena ornice. Vzhledem k tomu, že těžební prostor většinou vlastní soukromník, je poté na něm zda ho bude využívat k pěstování, či jinému účelu.
Největší část rekultivace nastává po skončení těžby, ale i během ní rekultivace probíhá. Vytěžený kus prostoru je průběžně vracen do původního stavu navezením zpracovaného materiálu a také je zde vracen zachycený materiál z čištění vody používané při primárním průplachu.

## Zpracování

### Třídění
Český granát se odděluje od jiných nerostů ve štěrku tak, že hrst štěrku obsahující granáty se nasype na silně podsvícenou podložku. Český granát se rozzáří krvavě červenou barvou, tím se snadno pozná od zrn jiných nerostů. Spolu s granáty se může ve štěrku druhotně nalézt i safír, olivín, či jiné polodrahokamy.

### Posouzení kvality
U jednotlivých granátových zrn se posuzuje jejich kvalita a to na základě inkluzí a tvaru, ta která jsou vhodná pro zasazení do šperků, se poté ještě rozdělí dle velikosti. Zrna nevhodná pro šperkařské účely se využívají ve skleněných a jiných výrobcích, viz Druhotné zpracování. Nejkvalitnější a největší pyropy na světě pocházejí z těžby štěrků v okolí Chrášťan a Podsedic u Třebenic. Největší vybroušený minerál o hmotnosti skoro 10 g a rozměrech 35×18 mm je ve sbírce Gründe Gewölbe v Drážďanech. 

### Broušení
Menší kameny se brousí strojově, větší zrna se vybrousí ručně za pomocí brusného kotouče a držátka, na který je granát přichycen tmelem. Nejčastěji se zrna brousí do nedokonalého briliantového brusu (kulatý), méně častým je brus bagetový/tabulkový (čtverec/obdélník). Dříve se nejčastěji brousilo do tvaru routy (základna je plochá a kámen je za pomocí plošek vybroušen do polokoule).
Po vybroušení je hmotnost vybroušených granátů na cca 10–15 %, oproti surovému stavu.

## Zhotovení šperku
Dnes se z broušených českých granátů už vyrábí jen šperky, dříve to bylo zboží širšího druhu (rámečky na fotografie, kartáče, osazení dekorativních a upomínkových předmětů). Dříve se pro zhotovení šperku užívaly různé techniky, např. abdéková. Od konce 20. let 20. století se stala užívanější zrnková technika, kdy je kámen uložen do cargle (lůžka) a je fasován pomocí krapen. Současná produkce granátových šperků silně navazuje a čerpá ze starších vzorů z dob socialismu i meziválečného období. Dnes se pro zhotovení využívá nejvíce stříbro o ryzosti 925/1000, v menší míře poté zlato o ryzosti 585/1000. Od vzniku družstva v roce 1953 až do začátku 90. let 20. století se používalo stříbro, nejčastěji zlacené, o ryzosti 900/1000.
Nalezená zrna dosahují nejčastěji průměru do 7 mm a broušením se objem ještě zredukuje. Pro větší centrální kameny se užívá almandin, českému granátu příbuzný minerál. V 19. a první třetině 20. století se užívalo i granátové sklo pro imitaci větších kamenů.

## Druhotné zpracování
Ne všechny vytěžené granáty jsou vhodné pro zasazení do šperků, tyto méně kvalitní granáty se využívají nejčastěji ve sklářství. Surové granáty se smíchají se skelnou hmotou. Z ní se poté zhotoví samotný výrobek. Tato technika lze využít právě s granáty, jelikož odolávají vysokým teplotám.